# Shin Kyuk-ho
Shin Kyuk-ho (sinh ngày 3 tháng 11 năm 1921 - mất ngày 19 tháng 1 năm 2020, còn được biết đến ở Nhật Bản với tên gọi Takeo Shigemitsu), là tỷ phú, doanh nhân người Hàn Quốc, nhà sáng lập tập đoàn Lotte.

## Tiểu sử
Shin sinh tại Ulsan vào năm 1921, thời điểm đó là bán đảo Triều Tiên nằm dưới sự cai trị của Đế quốc Nhật Bản.
Ông là con trai cả trong số 5 người con trai và 5 người con gái của ông Shin Jin-soo và bà Kim Pil-soon, thuộc dòng họ Shin Yeongsan ở Dungi-ri Samdong-myeon, Ulsan-gun, Gyeongsangnam-do. Shin Jin-su rất giàu có nhưng theo những người thân nói rằng cha của Chủ tịch Shin không bao giờ khoe khoang về tiền bạc.
Sau khi tốt nghiệp trường đào tạo nông nghiệp hai năm với sự giúp đỡ của một người chú vừa là lãnh đạo vừa giúp đỡ việc đồng áng, ông đã dành một năm làm thực tập sinh tại "Trung tâm Ung thư Quốc gia Myeongcheon" thuộc núi Baekdu-san.

## Sự nghiệp

### Nhật Bản
Trong thời gian làm công việc chăm sóc ngựa ở Hàn Quốc, ông quyết định đến Nhật Bản với ý định kiếm tiền và tự mình trốn lên tàu buôn lậu. Ông bắt đầu công việc kinh doanh bằng cách thành lập một nhà máy sản xuất dầu cho máy tiện (dụng cụ cắt) vào năm 1944, nhưng nhà máy này đã bị thiêu rụi trong Thế chiến thứ hai. Sau khi tốt nghiệp khoa hoá lớp buổi tối của Đại học Waseda năm 1946, ông chuyển hẳn đến Nhật Bản, lấy tên tiếng Nhật là Takeo Shigemitsu.
Sau khi hồi sinh bằng cách sản xuất xà phòng và mỹ phẩm, ông bắt đầu kinh doanh kẹo cao su và thành lập Công ty TNHH Lotte vào năm 1948.
Năm 1950, cũng với người Hàn Quốc ở Nhật Bản thành lập Nhà máy Lotte Shinjuku, một nhà máy sản xuất kẹo cao su ở Shin-Okubo, Shinjuku-ku. Nó trở thành một trong 10 tập đoàn hàng đầu của Nhật Bản thông qua các hoạt động kinh doanh thương mại và phân phối như Lotte Trading năm 1959, Lotte Real Estate năm 1961, Lotte Addo năm 1967, Lotte C&T năm 1968, và Family Co.
Năm 1972, nhà máy Urawa, một tổ hợp nhà máy sản xuất bánh kẹo của Lotte, được thành lập tại Urawa, tỉnh Saitama, và Tòa nhà trụ sở Lotte được thành lập tại Nishi-Shinjuku vào năm 1973. Năm 1988, nó được Forbes xếp hạng 4 trong bảng xếp hạng giàu nhất thế giới, bong bóng bất động sản ở Nhật Bản (số 1 trong lịch sử là người Hàn Quốc). Được biết, cha của ông, Shin Jin-su, rời quê hương vào khoảng năm 1968 và sống ở Seoul cho đến khi qua đời vào năm 1973.
Ngôi làng bị nhấn chìm khi đập Daeam (hoàn thành vào tháng 12 năm 69) được xây dựng để cung cấp nước công nghiệp cho Khu liên hợp công nghiệp quốc gia Ulsan từ năm 1968 đến 1969. Hầu hết trong số 40 hộ gia đình thuộc họ Shin đã chuyển đi nơi khác, và vào thời điểm này, Shin Jin-su cũng chuyển đến Seoul. Khi xóm làng bị nhấn chìm, những người thân, họ hàng và những người xa quê hương đã tản mác khắp mọi miền đất nước. Hối tiếc về điều này, Shin Gyeok-ho đã tổ chức một bữa tiệc làng vào cuối tuần đầu tiên của tháng 5 hàng năm kể từ năm 1971. Kể từ đó, Shin tổ chức một bữa tiệc làng hàng năm ở Dungi-ri, Samdong-myeon, Ulju-gun, Ulsan, quê hương ông.
Tiếp tục hoạt động của công ty tại Nhật Bản và mở rộng sang các lĩnh vực khác ngoài phân phối, Năm 1969, theo yêu cầu của chủ sở hữu Masaichi Nagata, người sở hữu CLB bóng chày Tokyo Orions của chi giải Pacific League (NPB), đã ký thỏa thuận liên doanh với Lotte, CLB đổi tên thành Lotte Orions và thành lập Lotte Hall vào năm 1970. Năm 1970, Nagata từ chức chủ sở hữu của Lotte.
Năm 1971, thông qua mối quan hệ với cựu Thủ tướng Nobusuke Kishi (một người bạn của Nagata), Nakamura Nagayoshi (thư ký của cựu Thủ tướng Kishi) đã được nhậm chức chủ sở hữu. Nakamura từ chức chủ sở hữu Lotte bằng cách trả lại câu lạc bộ Lotte Orion ngay cho các cổ đông của Lotte, vì luật bóng chày chuyên nghiệp của Nhật Bản quy định rằng một người không thể cùng lúc làm chủ sở hữu của hai câu lạc bộ sau khi Nakamura mua lại Seibu Lions sau mùa giải đó. Từ năm 1972, Shin tiếp quản Lotte Orions một cách nghiêm túc và trở thành chủ sở hữu thứ ba của CLB.
Thành lập Lotteria vào năm 1972 và Lotte Lease vào năm 1978. Ngoài ra, công ty còn tiến sâu vào lĩnh vực điện tử và thành lập Lotte Electronics vào năm 1971 và Lotte Data Center vào năm 1985. Năm 1987, ông mở rộng hoạt động kinh doanh của mình bằng cách thành lập Lotte Engineering, v.v. và đã phát triển thành một trong 10 tập đoàn hàng đầu Nhật Bản.

### Hàn Quốc
Từ năm 1966, công ty mở rộng hoạt động kinh doanh sang Hàn Quốc và thành lập Công ty Bánh kẹo Lotte vào năm 1967 sau Lotte Aluminium. Sau đó, nó mở rộng hoạt động kinh doanh sang các lĩnh vực khác ở Hàn Quốc, và vào năm 1973, việc xây dựng Khách sạn Lotte, Lotte Electronics và Lotte được bắt đầu.
Thành lập Lotte Industries, Lotte Trading và Lotte Chilsung Beverage vào năm 1974 và CLB bóng chày Lotte Giants vào năm 1975. Năm 1978, Lotte Samgang (nay là Lotte Food), Lotte E&C, Lotte Ham, Lotte Milk (nay là Purmil), Lotte Shopping năm 1979, Fujifilm Hàn Quốc năm 1980, Lotte Canon năm 1982 (nay là Canon Korea Business Solution), Daehong Planning, v.v.  Và vào năm 1978, khách sạn Lotte Crystal được xây dựng.
Để ghi nhận những đóng góp của ông trong việc nâng cao ngành du lịch trở thành ngành chiến lược quốc gia, ông đã nhận được Huân chương Vàng về Dịch vụ Công nghiệp lần đầu tiên trong ngành du lịch vào năm 1995, và được trao tặng Huân chương Quốc gia Mugunghwa.
Theo báo cáo của Tạp chí Forbes năm 2006, khối tài sản của gia đình Chủ tịch Gyeok-ho Shin vào khoảng 4,5 tỷ USD, đứng thứ 136 thế giới. Trong năm 2009, Shin được xếp hạng 38 trong danh sách những người giàu nhất Hàn Quốc của một tạp chí tại nước này. Bản thân Lotte đã là tập đoàn lớn thứ năm của Hàn Quốc kể từ năm 2017.
Vào tháng 6 năm 2017, Shin đã nghỉ hưu sau khi giữ chức vụ giám đốc điều hành của Lotte Holdings trong gần 70 năm.
Tháng 12 năm 2017, ông và hai con trai bị kết án 4 năm tù giam và nộp phạt 3,5 tỷ Won vào tháng 12/2017 vì tội tham ô 128,6 tỷ Won (119 triệu USD) từ Lotte, nhưng được miễn hầu tòa vì lý do sức khỏe.

## Cuộc sống cá nhân
Shin có bốn người con từ ba cuộc hôn nhân. Người vợ đầu tiên của ông là bà Noh Soon-hwa, mất năm 1951. Họ có một cô con gái là Shin Young-ja (sinh năm 1942). Sau đó, Shin kết hôn với một phụ nữ người Nhật tên Hatsuko Shigemitsu vào năm 1952. Họ có hai người con trai là Shin Dong-joo (sinh năm 1954) và Shin Dong-bin (sinh năm 1955). Shin cũng có một cuộc hôn nhân khác với một phụ nữ đồng hương là bà Seo Mi-kyung theo hệ thống luật hôn nhân thông thường của Hàn Quốc. Họ có với nhau một người con gái là Shin Yu-mi (sinh năm 1983).